# Thomas Royds
Thomas Royds (* 11. April 1884 in Moorside bei Oldham in Lancashire, England; † 1. Mai 1955 in England) war ein englischer Physiker. Er ist bekannt dafür, dass er 1909 zusammen mit Ernest Rutherford und Hans Geiger nachwies, dass Alphateilchen zweifach positiv geladene Heliumkerne sind. Außerdem war Royds Sonnenforscher.

## Leben und Werk
Thomas Royds studierte an der University of Manchester Physik und blieb danach dort, um spektroskopische Forschungen zu machen. Von 1907 bis 1909 arbeitete er mit Rutherford zusammen. Sie veröffentlichten viermal gemeinsam, das wichtigste war die Identifikation der Alphateilchen. 1902 formulierten Ernest Rutherford und sein Schüler Frederick Soddy eine Zerfallstheorie zur Erklärung der Radioaktivität. Diese Theorie haben Rutherford und Royds 1909 bestätigt, als sie nachweisen konnten, dass es sich bei Alphateilchen um zweifach positiv geladene Heliumionen handelt.
Von 1909 bis 1911 arbeitete Royds bei Friedrich Paschen in Tübingen und Heinrich Rubens in Berlin über infrarote Strahlen. 1911 bekam er seinen Doktor-Abschluss in Manchester. 1911 ging er als stellvertretender Direktor nach Indien an das Kodaikanal Solar Physics Observatory in Madras und forschte dort an der Verschiebung der Spektrallinien im Sonnenspektrum. Zwischen 1913 und 1937 verlegte er dort 49 Veröffentlichungen und weitere in Zeitschriften, zum Beispiel in Nature. Als der Direktor Evershed 1922 in Ruhestand ging, wurde Royds sein Nachfolger. 1929 leitete er zusammen mit Professor Stratton aus Cambridge eine Expedition nach Thailand, um dort eine Sonnenfinsternis zu beobachten, was aber wegen Wolken kaum gelang. 1936 vertrat er ein Jahr lang den Leiter aller Beobachtungsstationen in Indien, was auch den Meteorologischen Dienst Indiens einschloss. Darauf reiste er mit Stratton zu einer erfolgreichen Sonnenbeobachtung nach Hokkaidō, Japan.
1937 kehrte Royds nach England zurück und ging zwei Jahre später in Ruhestand. Wieder ein Jahr später wurde der Posten eines Astronomen und Leiters des Observatoriums der Istanbuler Universität frei. Royds bewarb sich auf Drängen der Briten und erhielt die Stelle. Die Reise dorthin führte 1942 wegen des Krieges um das Kap der Guten Hoffnung herum nach Kairo und von dort aus nach Istanbul. Im Herbst 1947 kehrte er nach Auslaufen seines Vertrages endgültig nach England zurück, wo er 1955 starb.
Er hatte zwei Töchter und einen Sohn.

## Werke
- mit E. Rutherford: The Nature of the Alpha Particle from Radioactive Substances. In: Philosophical Magazine. ser 6, Band 17, 1909, S. 281–286 (Digitalisat)